# V vrtincu ljubezni
V vrtincu ljubezni (izvirno Sturm der Liebe) je nemška telenovela, ki jo je primerno prikazal Bavaria Film 26. septembra 2005.

## Sezone
| Sezone     | Epizode | Prvič predvajano v Nemčiji | Prvič predvajano v Sloveniji |
| ---------- | ------- | -------------------------- | ---------------------------- |
| 1.sezona   |         | 26. september 2005 -       | Na TV3 od 29. aprila 2008    |
| 15. sezona |         |                            | Na TV Slovenija 2 od 2022    |

## Glavni igralci
- Dirk Galuba - Werner Saalfeld
- Antje Hagen - Hildegard Sonnbichler
- Judith Hildebrandt - Tanja Liebertz
- Sepp Schauer - Alfons Sonnbichler
- Mona Seefried - Charlotte Saalfeld
- Lorenzo Patané - 	Robert Saalfeld
- Martin Gruber - Felix Tarrasch